# Flygklubb
En flygklubb eller aeroklubb är en icke-vinstinriktad organisation som drivs av dess medlemmar med tillgång till flygplan och egna flygpriser. 
Många flygklubbar tillhandahåller pilotutbildning och sociala aktiviteter som gemensamma flygningar till andra flygplatser eller flygsporter. 
De flesta flygklubbarna äger och hyr ut små flygplan. Vanliga flygplanstyper är Cessna 152, Cessna 172 och Piper PA-28. Vissa flygklubbar specialiserar sig på andra typer av flygfarkoster, som äldre flygplan, aerobatiska flygplan, helikoptrar eller segelflygplan. Helikoptrar förekommer dock inte i någon svensk flygklubb. 